# Ресава (област)
Ресава је географска област је која се у дужини од око 60 километра и ширини од око 30 километра простире између реке Велике Мораве и обронака Кучајских планина. 
Област Ресаву по целој дужини пресеца истоимена река Ресава, која извире на обронцима Бељанице и са бројним притокама улива се у Велику Мораву. 
Ресава се дели на Доњу и Горњу Ресаву. 
Доња Ресава, чије је седиште Свилајнац, у природном и географском погледу је комбинација равничарског и брежуљкастог терена. 
Има плодно земљиште и умерену климу, што је добра основа за развој пољопривреде, најважније делатности овог подручја.
Седиште Горње Ресаве је град Деспотовац. Горњи део слива Ресаве је типична композитна долина, састављена од низа котлиница, проширења раздвојена клисурама и кањонима. Прва у низу клисура је Манасијска клисура. Затим се улази у стењевачко-дворичку котлину, па у стрмостенско-стењевачку клисуру дугу 6 километара, чије стране нису тако високе, али су стрме. Речна долина се затим шири у омању Стрмостенску котлину (Лисине), где се стижу долине ресавских притока.